# Leucopternis kuhli
El busardo cejiblanco o gavilán de cabeza negra (Leucopternis kuhli) es una especie de ave accipitriforme de la familia Accipitridae.
Es endémica de la cuenca del Amazonas, en el oriente de Perú, Bolivia y el norte de Brasil.
Su hábitat natural son los bosques húmedos de tierras bajas.

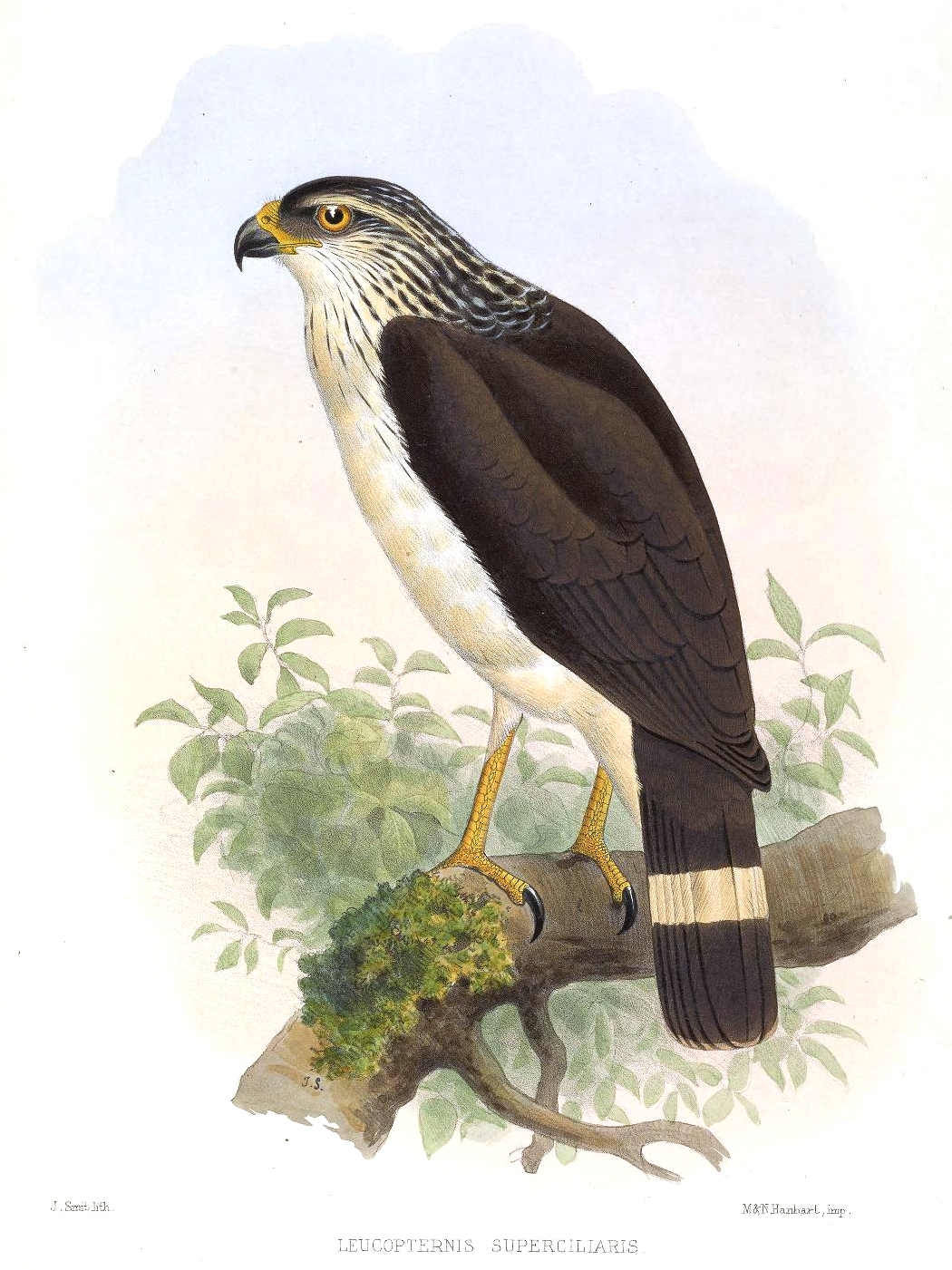
Leucopternis superciliaris, ilustración de Joseph Smit en Exotic ornithology: containing figures and descriptions of new or rare species of American birds, 1869.

No tiene subespecies reconocidas.